# Willie Remembers
Willie Remembers è il quinto album in studio del gruppo musicale statunitense Rare Earth, pubblicato nel 1972.

## Tracce
Side 1
1. Good Time Sally (Tom Baird) – 2:52
2. Every Now & Then We Get to Go on Down to Miami (Dino Fekaris, Nick Zesses) – 3:09
3. Think of the Children (Ray Monette, Mark Olson, Pete Rivera) – 5:47
4. Gotta Get Myself Back Home (Gil Bridges, Eddie Guzman, Monette, Olson, Rivera) – 3:03
5. Come With Your Lady (Bridges, Guzman, Monette, Olson, Rivera) – 5:50

Side 2
1. Would You Like to Come Along (Bridges, Guzman, Monette, Olson, Rivera) – 2:50
2. We're Gonna Have a Good Time (Baird, Bridges, Guzman, Monette, Olson, Rivera) – 3:21
3. I Couldn't Believe What Happened Last Night (Bridges, Guzman, Monette, Olson, Rivera) – 12:10